# Agnostic Front
Agnostic Front – amerykańska grupa muzyczna grająca hardcore punk oraz crossover thrash.

## Historia
Została założona w 1980 roku w Nowym Jorku przez Vinniego Stigmę (gitara). Do oryginalnego składu w 1980 roku dołączyli Rob Krekus (perkusja), Diego (bas) i John Watson (wokal). Grupa w swej twórczości łączyła m.in. stylistykę oi! i hardcore. W późniejszym czasie również oscylowała wokół thrash metalu.
Ich debiutancka EP-ka United Blood ujrzała światło dzienne w 1983 roku. Płytą, która wyniosła Agnostic Front na czoło amerykańskiej sceny hardcore skupionej wokół słynnego klubu CBGB's, była Victim In Pain (1984). Za bębnami zasiadł wtedy Dave Jones zastępując Barbieriego (późniejszego lidera grupy Warzone).  AF dali sporo koncertów m.in. z takimi grupami jak Cro-Mags i Murphy’s Law.
Wydany w 1986 roku album Cause For Alarm był produkcją, którą trudno było ukończyć ze względu na stałe zmiany składu i problemy osobiste członków zespołu. Wydany w Combat Records Cause For Alarm zawierał thrash metalowe wpływy, kreując nowy gatunek nazwany crossover thrash. Z nowym składem w 1987 roku nagrali kolejny album Liberty and Justice for.... Scena hardcore przeżywała wtedy pewien kryzys, dlatego na płycie usłyszeć można punkowe dźwięki z wtrętami thrashowymi i metalowymi gitarowymi solówkami. Niedługo później Miret został aresztowany za posiadanie i zażywanie narkotyków. W więzieniu pisał nowe kawałki, podczas gdy Stigma z resztą zespołu odbył pierwszą trasę koncertową po Europie. Teksty napisane przez Mireta pojawiły się na płycie One Voice (1992), w której nagrywaniu udział wzięli członkowie zespołów Madball i Sick of It All.
Ostatni koncert przed pierwszym czteroletnim zawieszeniem działalności grupy miał miejsce w CBGB's w 1992 roku i został wydany pod nazwą Last Warning. Został potem wydany razem z pierwszą, odświeżoną EP-ką United Blood. Vinnie Stigma stwierdzi jednak, że nie spodobał mu się Last Warning i że nie cierpi tego albumu.
W 1997 roku muzycy Agnostic Front za sprawą Stigmy i Mireta wrócili do grania. Zaczęli nagrywać dla Epitaph Records. Za bębnami usiadł Jim Colletti, a Rob Kabula grał na gitarze basowej. W tym składzie nagrali album Something's Gotta Give z utworem „Gotta Go”, który stał się dla wielu swoistym hymnem. W Wielkiej Brytanii płyta wyszła pod tytułem „Today, Tomorrow, Forever”. W 1999 roku wyszła Riot, Riot, Upstart.
W 2001 wyszła kolejna płyta Dead Yuppies. W 2002 roku Miret pracował nad solowym projektem „Roger Miret And The Disasters”, będącym typową grupą punk/oi!.
Następnymi dwoma albumami, niezbyt dobrze przyjętymi przez słuchaczy, były Another Voice (2004) oraz wydany w 2006 double DVD/CD pack Live In CBGB's zarejestrowany 14 kamerami koncert w stylu „powrotu do korzeni”. Grupa wydając ten koncert starała się uratować podupadające CBGB's.

## Dyskografia

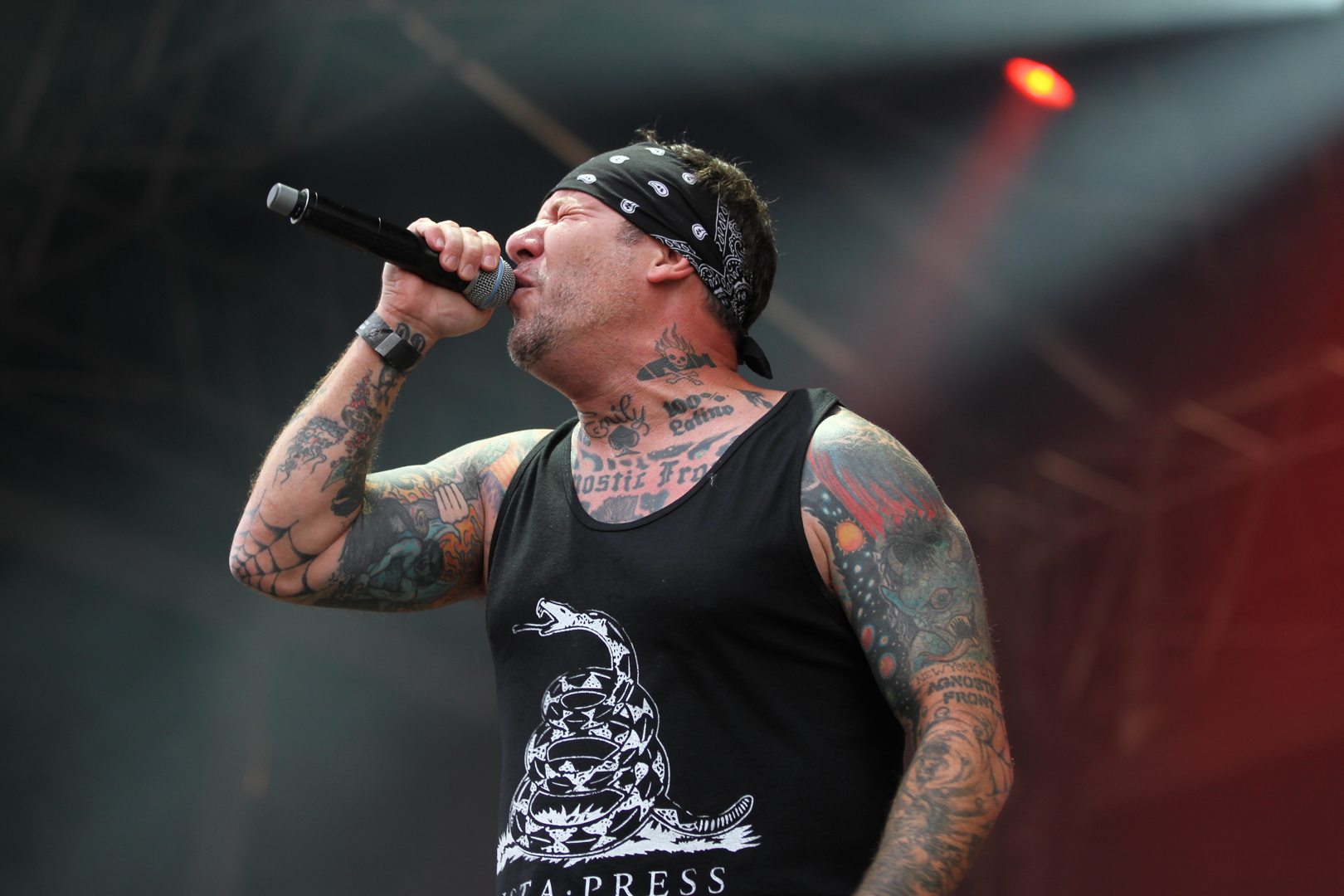
Roger Miret

### Albumy
- United Blood (EP) 1983.
- Victim in Pain 1984.
- Cause For Alarm 1986.
- Liberty And Justice For... 1987.
- Live at CBGB 1989.
- One Voice 1992.
- Last Warning 1993.
- Raw Unleashed 1995.
- Something's Gotta Give 1998.
- Riot! Riot! Upstart 1999.
- Dead Yuppies 2001.
- Working Class Heroes 2002.
- Another Voice 2004.
- Warriors 2007.
- My Life, My Way 2011[1].
- The American Dream Died 2015.
- Get Loud! 2019.
- The Eliminator 2020 (EP) 2020.

### DVD/VHS
- Live at CBGB's DVD 2006.

## Skład
Obecni członkowie
- Vinnie Stigma - gitara prowadząca, chórki (1980-1992, 1997-obecnie
- Roger Miret - wokal (1982-1986, 1986-1992 z przerwą w 1989-1990, 1997-obecnie)
- Mike Gallo - bas, chórki (2000-obecnie)
- Craig Silverman- gitara rytmiczna, chórki (2014-obecnie)
- Danny lamagna - perkusja (2020-obecnie)

Byli członkowie
- Rob Krekus - perkusja (1980-1981)
- John Watson - wokal (1980-1982)
- Diego - bas (1980-1982)
- James Kontra - wokal (1982)
- Raymond "Raybeez" Barbieri - perkusja (1981-1983, zmarł w 1997)
- Adam Mucci - bas (1982-1983)
- Dave Jones - perkusja (1983-1985)
- Rob Kabula - bas (1983-1987, 1997-2000, jeden występ w 2022)
- Todd Youth - bas (1983)
- Alex Kinon - gitara rytmiczna (1985-1986)
- Carl Demola - wokal (1986)
- Gordon Ancis - gitara rytmiczna (1986-1987)
- Louie Beato - perkusja (1986)
- Joe "Fish" Montanaro - perkusja (1986-1987)
- Alan Peters - bas (1987, zmarł w 2020)
- Steve Martin - gitara rytmiczna (1987-1990)
- Will Shepler - perkusja (1987-1992)
- Craig Setari - bas (1987-1992)
- Matt Henderson - gitara rytmiczna, chórki (1990-1992)
- Jimmy Colletti - perkusja (1985-1986, 1997-2004)
- Steve Gallo - perkusja (2004-2009)
- Joseph James - gitara rytmiczna, chórki (2007-2014)

- Pokey Mo - perkusja (2009-2020)

Wyjazdowi członkowie
- Mike Shost - wokal (1990)[2]
- Freddy Cricien - wokal (1992)[3]